# نلوگولا
نلوگولا (به لاتین: Nelugolla) یک منطقهٔ مسکونی در سری‌لانکا است که در استان مرکزی (سری‌لانکا) واقع شده‌است.